# Metaemene
Metaemene là một chi bướm đêm thuộc họ Erebidae.